# Hewison Point
Hewison Point är en udde i Sydgeorgien och Sydsandwichöarna (Storbritannien). Den ligger i den sydöstra delen av Sydgeorgien och Sydsandwichöarna.
Terrängen inåt land är kuperad norrut, men norrut är den bergig. Havet är nära Hewison Point åt sydväst.  Det finns inga samhällen i närheten. 